# Johann Gottfried Rochau
Johann Gottfried Rochau (* 21. September 1684 in Wittenberg; † 10. August 1756 in Eilenburg) war ein deutscher evangelischer Theologe. Er war Superintendent in Eilenburg und erlangte Bedeutung als Autor theologischer Schriften.

## Leben
Rochau wurde 1684 in Wittenberg als Sohn des Schriftgießers Hieronymus Adolph Rochau und der Anna Elisabeth Finzel geboren. Nach dem Besuch der Wittenberger Stadtschule, studierte er an der dortigen Universität von 1701 bis 1705 Theologie und erwarb 1704 ebenda den Magistergrad. Am 25. Juni 1725 wurde er zum theologischen Lizentiaten und am 17. April 1727 schließlich zum Dr. theol. promoviert.
Am 8. März 1707 erhielt Rochau die Ordination. Seine erste Stelle war bis 1710 das Pfarramt der Gemeinde Merzdorf im Fläming. Danach wechselte er als Pfarrer an Sankt Nikolai in Machern, wo er ebenfalls drei Jahre wirkte. Von 1713 bis 1720 wirkte er in gleicher Position an der Kirche Polenz, ehe er ab 1720 als 4. Diakon an der Stadtkirche Wittenberg wirkte. 1725 folgte Rochau einem Ruf als Oberpfarrer an Sankt Nikolai in Eilenburg und Superintendent der Ephorie Eilenburg. Dieses Amt bekleidete er bis zu seinem Tod im Jahr 1756.
Rochau trat auch als Autor in Erscheinung und soll aufgrund seiner Schriften ein hohes Ansehen unter den Theologen der damaligen Zeit genossen haben. Er gehörte zum Autorenstamm der von Valentin Ernst Löscher herausgegebenen Unschuldige Nachrichten, einer der ältesten deutschsprachigen theologischen Fachzeitschriften, die von 1701 bis 1719 in Leipzig erschien.

## Familie
Rochau heiratete am 18. Oktober 1707 in Axien Eleonora Fiebich, die Tochter des dortigen Pfarrers Christian Fiebich. Der Ehe entstammten sechs Kinder, darunter:
- Johann Friedrich Rochau, Rektor der Stadtschule in Eilenburg[5] und
- Eva Sophia Rochau, Frau des Pfarrers zu Kobershain, Melchior Traugott Schubarth.[3]

## Druckschriften (Auswahl)
- De moralitate ritus, caput operiendi in sacris, mit Christoph Heinrich Zeibich, Wittenberg 1704
- Rectore Magnificentissimo, Dn. Friderico Avgvsto, Principe Regio … De Moralitate Ritvs, Capvt Aperiendi In Sacris, mit Christoph Heinrich Zeibich, Wittenberg 1704 (Digitalisat)
- Die letzte Pflicht der Freundschafft, Wolten Der Edlen, Viel Ehr- und Tugendreichen Frauen, Frauen Magdal. Sophien gebohrnen Molsdorffin, verehlichten Meyerin, Am Tage Ihrer Beerdigung, war der 18. Februar. Anno 1705. Mit Traurigem Gemüthe abstatten, Nachgesetzte., Berlin-Friedrichswerder [ca. 1705] (Mitwirkung)
- Christliche Leichen-Predigt, Von Davids Vertrauen auff seinen Gott … Bey … Leich-Bestattung, Der … Frauen Marien geb. Stempelin, Des … Herrn Johann Zeibichs … Treugewesenen … Eheliebsten, Den 25. May … 1707. in Teuditz gehalten, Christian Gerdes, Wittenberg 1707 (Mitwirkung)
- Den Hohen Palm- und Ceder-Baum Wolten Bey dem Grabe Des … Herrn Wolff von Lindenau, Erb-Herrn auf Machern … Als Am 6. Augusti Anno 1710. … Desselben Hoch-Adeliches Leichen-Begängniß gehalten wurde … vorstellen, und zugleich gegen Die Hochbetrübte Hoch-Adeliche Frau Wittbe und gantzen Familie Ihre gehorsamste Condolence und Beyleid hierdurch abstatten Drey … Treu-verbundene Diener, Brandenburger, Leipzig 1710
- Der Geistliche Adel derer Gläubigen Wurde bey hochansehnlicher Sepultur Des … Herrn Wolff von Lindenau, Erb- und Gerichts-Herrn auff Machern … Nachdem der entseelte Leichnam vorher, als er am 3. Julii verblichen, am 5. ejusd. in seine Grufft gebracht war, Aus dem erwehlten Leichen-Texte Psalm. XCII, 13.14.15.16. Am 6. Augusti Anno 1710. vorgestellet, Brandenburger, Leipzig 1710
- Piis Manibvs Matronae Gentis Et Mentis Virtvtibvs Clarae Estherae Natae Drechsleriae Viri … M. Georgi[i] Michaelis Cassai. Facultatis Philosophiae in Academiae Wittenbergensi Assessoris Conjvgis Desideratissimae Die VI. Jvnii MDCCXXIII. Pie Defvnctae Et Ejvsdem Die IX. Solenniter Efferendae Hoc Vltimatvm Pietatis Officivm Moesti Praestitervnt Patroni, Favtores Et Amici, Gerdes, Wittenberg 1723
- Das Beste Buch eines Christen, Wolte Als der Weyland Wohl-Edle, Großachtbahre und Wohlweise Herr Herr Gottfried Zimmermann Vornehmer des Raths und berühmter Buchhändler in der Chur-Stadt Wjttenberg Den 17. August. Anno MDCCXXIII. Seelig verschied, und den XIV. post Trinit. Mit einer Solennen Leichen-Predigt Beerdiget wurde … Zum kräfftigen Troste eröffnen M. Johann Gottfried Rochau, Prediger in Wittenberg, Fincelische Officin, Wittenberg 1723
- Disputatio theologica solennis De pantanagnōsei seu Lectione Scripturae Sacrae omnibus hominibus libera, Disputation mit Martin Chladni, Gerdes, Wittenberg 1725
- De Pantanagnōsei Seu Lectione Scripturae Sacrae Omnibus Hominibus Libera, Disputation mit Martin Chladni, Gerdes, Wittenberg 1725